# Asking Alexandria
Asking Alexandria – brytyjski zespół z pogranicza muzyki Screamo i post hardcore

## Historia

### Początki (2008-2009)
Asking Alexandria ma swoje korzenie w Dubaju, w Zjednoczonych Emiratach Arabskich, gdzie gitarzysta Ben Bruce założył zespół o nazwie End of Reason. Krótko po tym jak zespół nagrał swoją debiutancką płytę zatytułowaną The Irony of Your Perfection, zmienił nazwę na Asking Alexandria, a następnie się rozpadł.
W 2008 r. Bruce wrócił do Anglii, pozostawiając zespół i jego członków, jednak niedługo po przeprowadzce zaczął kompletować skład nowego zespołu w oparciu o całkiem nowych członków, decydując się na zachowanie nazwy Asking Alexandria. Bruce stwierdził na blogu w serwisie MySpace, że jako twórca nazwy ma do niej prawo, tym bardziej, że wciąż lubi jej brzmienie i sens, i dlatego postanowił korzystać z niej w nowym projekcie, wydał też oświadczenie, w którym podkreślił, że obecny Asking Alexandria nie jest tym samym zespołem, który nagrał The Irony of Your Perfection, ani jeśli chodzi o styl muzyczny, ani członków - są to zatem dwa różne zespoły, pomimo łączącej je nazwy. Wielokrotnie podkreślał ten fakt w wywiadach jednak wciąż wprowadza to w błąd wielu fanów, którzy traktują, demo/album The Irony of Your Perfection jako płytę Asking Alexandria.
Asking Alexandria, od swojego powstania w 2008 r., przeżył kilka roszad, w tym począwszy od zmiany z sekstetu do kwintetu, wraz z odejściem obsługującego syntezator Ryana Binnsa. Ostatnią znaną zmianą było przyjście basisty Sama Bettleya, który zastąpił Joe Lancastera w styczniu 2009. Lancaster zagrał ostatni koncert podczas "Fibbers" w ich rodzinnym mieście York w dniu 4 stycznia. Zespół wyjechał do Stanów Zjednoczonych w dzień po tym występie w celu promowania swojej muzyki poprzez koncerty, jak również przygotowania do nagrania debiutanckiego albumu.
Po spędzeniu 2008 r. i pierwszych miesięcy 2009 roku głównie na koncertowaniu, zespół nagrywał swój debiutancki album studyjny od 19 maja do 16 czerwca w The Foundation Recording Studios w Connersville w Stanach Zjednoczonych z producentem Joeyem Sturgisem. Po skończeniu sesji nagraniowej ogłosili podpisanie kontraktu z Sumerian Records i wydali debiutancki album Stand Up and Scream, w dniu 15 września 2009 r. pod szyldem nowej wytwórni. Zespół spędził 2009 rok na promocji w Stanach Zjednoczonych, koncertując z takimi zespołami jak m.in. Alesana, Enter Shikari, The Bled i Evergreen Terrace.

### Reckless & Relentless (od 2010)
W dniu 22 grudnia 2009 r., Asking Alexandria ogłosił, iż rozpoczyna pracę nad drugim albumem w styczniu. Poinformowali również, że zamierzają udostępnić proces nagrywania dzięki kamerze i streamingowi za pośrednictwem serwisu Stickam. Zapowiedzieli również, że wejdą do studia w dniu 1 września ponownie z producentem Joeyem Sturgisem, który wyprodukował debiutancki album. Następnie za pośrednictwem swojego profilu w serwisie Twitter ogłosili, że będą one w stanie wejść do studia 22 czerwca 2010. Zespół później potwierdził w wywiadzie dla Shred News, że album ma się ukazać na początku 2011 roku i będzie zawierać 12 nowych piosenek. W tym samym wywiadzie, zespół poinformował, że tytuł nie został jeszcze ustalony. W późniejszym wywiadzie stwierdzili, że album będzie prawdopodobnie dostępny przedsprzedaży w listopadzie 2010 roku, a dostępny na początku 2011 roku.
W marcu Asking Alexandria wyruszyli w swoją pierwszą trasę w nowym roku, po raz kolejny torując sobie drogę przez Amerykę Północną, tym razem z Attack Attack!, Breathe Carolina, I See Stars i Bury Tomorrow. Trasa trwała aż do kwietnia, kończąc się na dziesięć dni przed wyruszeniem na debiutanckie europejskie tournée z Dance Gavin Dance oraz In Fear and Faith, które objęło występ na festiwalu Groezrock. Europejskie tournée zakończyli dwa dni przed czasem by wziąć udział w The Bamboozle Festival w New Jersey.
Asking Alexandria następnie wyruszyli w Thrash and Burn Tour wykonując nową piosenkę zatytułowaną "Breathless", która ma znaleźć się na ich drugim albumie Reckless & Relentless, w przerwie nagrali cover "Right Now (Na Na Na)" (z repertuaru Akona), który ukazał się na składance Punk Goes Pop 3.
Podczas występu w Las Cruces (Nowy Meksyk), podczas "Sweet Tour", które miało miejsce na początku października, członkowie zespołu poproszeni zostali o informacje na temat nowego albumu i przyszłości zespołu. Bruce opowiedział bardzo szczegółowo o swoich planach. Zapowiedział również, że w listopadzie 2010 roku nastąpi reedycja Stand Up and Scream poinformował, że wznowienie będzie zawierało bonusową płytę DVD, która zawierała będzie m.in. teledysk "If You Can't Ride Two Horses at Once... You Should Get Out of the Circus". Zespół przygotowuje również teledysk do utworu "A Prophecy", które zostanie umieszczone na bonusowym DVD, jeśli tylko zakończą pracę w terminie.
W dniu 23 listopada 2010 r., nowa EPka zatytułowana Life Gone Wild trafiła do przedsprzedaży, a jej oficjalna data wydania to 21 grudnia 2010 roku. EPka, Life Gone Wild zawiera "Breathless", dubstep-remiksy "A Single Moment of Sincerity" i "Not the American Average," dwa covery Skid Row "18 and Life" i "Youth Gone Wild" i niepublikowana wersja demo "I Was Once, Possibly, Maybe, Perhaps A Cowboy King.".
Asking Alexandria ogłosił, że będą grać w Australii podczas Soundwave Festival w lutym 2011 roku.
Zespół ogłosił, że reedycja albumu Stand Up and Scream, początkowo zapowiadana na 16 listopada, a następnie 21 grudnia została przesunięta na styczeń i będzie zatytułowana Stepped Up and Scratched. Ma być to całkowicie zremiksowana w klimacie electro/dubstep wersja ich debiutanckiego albumu, w tym wszystkie piosenki, z nową grafiką na okładce. Ogłoszono również, iż supportem w Wielkiej Brytanii podczas kwietniowych koncertów będzie Of Mice & Men i Chelsea Grin

## Muzycy
| Obecny skład zespołu - Danny Worsnop – wokal prowadzący, programowanie (2008–2015, od 2016) - Sam Bettley – gitara basowa (od 2009) - Ben Bruce – gitara, wokal wspierający (od 2008) - James Cassells – perkusja (od 2008) - Cameron Liddell – gitara (od 2008) | Byli członkowie zespołu - Ryan Binns – syntezatory, instrumenty klawiszowe, fortepian, programowanie (2008) - Joe Lancaster – gitara basowa (2008–2009) - Denis Stoff – wokal prowadzący (2015–2016) |

## Dyskografia

### Albumy studyjne
| Stand Up and Scream         | - Data: 15 września 2009 - Wydawca: Sumerian Records | 170 | —  | —  | —  | —  |                 |
| Reckless and Relentless     | - Data: 5 kwietnia 2011 - Wydawca: Sumerian Records  | 9   | 30 | —  | —  | —  |                 |
| From Death to Destiny       | - Data: 5 sierpnia 2013 - Wydawca: Sumerian Records  | 5   | 11 | 14 | 24 | 28 | - USA: 70 tys.+ |
| The Black                   | - Data: 25 marca 2016 - Wydawca: Sumerian Records    | 9   | 4  | 15 | 23 | 15 | - USA: 40 tys.+ |
| Asking Alexandria           | - Data: 15 grudnia 2017 - Wydawca: Sumerian Records  | —   | —  | —  | —  | 86 |                 |
| "—" album nie był notowany. |                                                      |     |    |    |    |    |                 |

### Albumy koncertowe
| Tytuł                        | Dane dot. albumu                                    |
| ---------------------------- | --------------------------------------------------- |
| Live From Brixton And Beyond | - Data: 15 grudnia 2014 - Wydawca: Sumerian Records |

### Minialbumy
| Tytuł                                                      | Dane dot. albumu                                      |
| ---------------------------------------------------------- | ----------------------------------------------------- |
| Life Gone Wild                                             | - Data: 21 grudnia 2010 - Wydawca: Sumerian Records   |
| Under the Influence: A Tribute to the Legends of Hard Rock | - Data: 28 listopada 2012 - Wydawca: Sumerian Records |
| 'Never Gonna Learn' EP                                     | - Data: 21 stycznia 2022 - Wydawca: Better Noise      |

### Remiks albumy
| Tytuł                    | Dane dot. albumu                                     |
| ------------------------ | ---------------------------------------------------- |
| Stepped Up and Scratched | - Data: 8 listopada 2011 - Wydawca: Sumerian Records |

## Nagrody i wyróżnienia
| Rok  | Kategoria                | Tytułem           | Nagroda                         | Nota      | Źródło |
| ---- | ------------------------ | ----------------- | ------------------------------- | --------- | ------ |
| 2011 | Best British Newcomer    | Asking Alexandria | Kerrang! Awards                 | Laur      | [ 30 ] |
| 2013 | Breakthrough Band Award  | Asking Alexandria | Metal Hammer Golden Gods Awards | Laur      | [ 31 ] |
| 2014 | Best UK Band             | Asking Alexandria | Metal Hammer Golden Gods Awards | Nominacja | [ 32 ] |
| 2015 | Dimebag Darrell Shredder | Ben Bruce         | Metal Hammer Golden Gods Awards | Nominacja | [ 33 ] |
| 2016 | Best British Band        | Asking Alexandria | Kerrang! Awards                 | Laur      | [ 34 ] |
| 2016 | Best UK Band             | Asking Alexandria | Metal Hammer Golden Gods Awards | Laur      | [ 35 ] |